# Aeropuerto de Hanamaki
El aeropuerto de Hanamaki ( en inglés: Iwate Hanamaki Airport, いわて花巻空港 (Iwate Hanamaki Kūkō?) (IATA: HNA, OACI: RJSI) es un aeropuerto localizado a 6 km al norte-noreste del centro de Hanamaki, Prefectura de Iwate, Japón.

## Historia
Abrió sus puertas en 1964 con una pista de 1200 m, pista que posteriormente se amplió a 2000 m en 1983. El 4 de abril de 2009, se inauguró un nuevo edificio terminal en el lado opuesto de la pista de aterrizaje, que sustituyó al viejo edificio terminal, situado junto a la carretera número 4.  Debido a este cambio, la Estación de Nitanai se convirtió en la estación de tren más cercana al edificio de la terminal; sin embargo, no hay servicio de autobús o taxi en esa estación, y la Estación de Hanamaki-Kūkō sigue siendo la más conveniente para el acceso.

## Aerolíneas y destinos
| Aerolíneas             | Destinos                              |
| ---------------------- | ------------------------------------- |
| China Eastern Airlines | Shanghai–Pudong                       |
| Fuji Dream Airlines    | Kobe, Nagoya Airfield                 |
| J-Air                  | Fukuoka, Osaka–Itami, Sapporo–Chitose |
| Tigerair Taiwan        | Taipei–Taoyuan                        |

## Accidentes más notables
El 18 de abril de 1993, el vuelo del Sistema Aéreo Japonés 451, un Douglas DC-9-41 que volaba de Nagoya a Hanamaki, se estrelló después de que, zarandeado por el viento, se deslizara de la pista durante las maniobras de aterrizaje. Todos los pasajeros y la tripulación sobrevivieron.